# 古処誠二
古処 誠二（こどころ せいじ、1970年3月10日 -）は、日本の小説家。

## 経歴
- 1970年、福岡県に生まれる[1]。
- 高校卒業後、様々な職業を経て、航空自衛隊入隊[1]。
- 2000年4月、自衛隊内部の事件を扱った『UNKNOWN』で第14回メフィスト賞を受賞、小説家デビュー[1]。「2001 本格ミステリ・ベスト10」（原書房）において、『少年たちの密室』が第6位。
- 2001年、「インターネットで選ぶ日本ミステリー大賞2001（JMAI）」において、『少年たちの密室』が国内総合ランキング第1位、『UNKNOWN』が同第7位。「2002 本格ミステリ・ベスト10」（原書房）において、『未完成』が第4位。
- 2002年、「インターネットで選ぶ日本ミステリー大賞2002（JMAI）」において、『未完成』が国内総合ランキング第9位。
- 2003年、『ルール』で、第16回山本周五郎賞候補[1]。
- 2004年、『接近』で第17回山本周五郎賞候補[1]。
- 2005年、『七月七日』で第132回直木三十五賞候補[1]。
- 2006年、『遮断』で第135回直木三十五賞候補[1]。
- 2008年、『敵影』で第138回直木三十五賞候補[1]。
- 2010年、『線』をはじめとする一連の執筆活動に対して第3回（池田晶子記念）「わたくし、つまりNobody賞」を授けられる[1]。
- 2017年、『いくさの底』で第71回毎日出版文化賞（文学・芸術部門）受賞。
- 2018年、『いくさの底』で第71回日本推理作家協会賞受賞（長編および連作短編集部門）[2]

## 作品リスト

### 単行本
- UNKNOWN（2000年4月5日、講談社ノベルス、ISBN 9784061821200）
  - アンノウン（文庫化にあたり改題、2006年11月、文春文庫、ISBN 9784167717094）
- 少年たちの密室（2000年9月5日、講談社ノベルス、ISBN 9784061821477）
  - フラグメント（文庫化にあたり改題、2005年5月1日、新潮文庫、ISBN 9784101182315）
- 未完成（2001年4月5日、講談社ノベルス、ISBN 9784061821811）
  - アンフィニッシュト（文庫化にあたり改題、2008年12月、文春文庫、ISBN 9784167753214）
- ルール
  - 2002年4月5日、集英社、ISBN 9784087753066
  - 2005年7月20日、集英社文庫、ISBN 9784087478372
  - 書き下ろし作品
- 分岐点
  - 2003年5月13日、双葉社、ISBN 9784575234572
  - 2007年10月9日、双葉文庫、ISBN 9784575511598
  - 初出:『小説推理』2002年2月号 - 2002年12月号
- 接近
  - 2003年11月25日、新潮社、ISBN 9784104629015
  - 2006年7月28日、新潮文庫、ISBN 9784101182322
  - 初出:『新潮』2003年11月号
- 七月七日
  - 2004年9月24日、集英社、ISBN 9784087747157
  - 2008年6月26日、集英社文庫、ISBN 9784087463088
  - 初出:『小説すばる』2002年11月号 - 2003年11月号に隔月掲載
- 遮断（2005年12月20日、新潮社、ISBN 9784104629022）
  - 初出:『小説新潮』2004年2月号、5月号、8月号、12月号、2005年3月号
- 敵影（2007年7月25日、新潮社、ISBN 9784104629039）
  - 初出:『小説新潮』2005年12月号、2006年3月号、6月号、
- メフェナーボウンのつどう道（2008年1月12日、文藝春秋）
  - 初出：『別冊文藝春秋』2007年3月号 - 11月号
- 線
  - 2009年8月25日、角川書店
  - 2012年7月25日、角川文庫
  - 初出：『野性時代』2007年6月号、11月号、2008年7月号、12月号、2009年1月号-5月号
- ふたつの枷（2010年7月26日、集英社）
  - 初出：『文學界』2007年9月号、『オール讀物』2008年7月号、『小説すばる』2009年10月号、2010年5月号
- ニンジアンエ（2011年11月25日、集英社）
  - 初出：『小説すばる』2010年9月号-2011年8月号
- 死んでも負けない
  - 2012年12月19日、双葉社
  - 2015年9月13日、双葉文庫
  - 初出：『小説推理』2012年4月号-2012年9月号
- 中尉 
  - 2014年11月30日、角川書店
  - 2017年7月25日、角川文庫
  - 書き下ろし作品
- いくさの底 
  - 2017年8月8日、角川書店
  - 2020年1月23日、角川文庫
  - 初出：『小説すばる』2016年11月号
- 生き残り
  - 2018年7月27日、角川書店
  - 書き下ろし作品
- ビルマに見た夢
  - 2020年4月25日、双葉社
  - 2023年2月15日、双葉文庫
  - 初出：『小説推理』2019年5月号、7月号、9月号、11月号、2020年1月号
- 敵前の森で
  - 2023年4月19日、双葉社
  - 初出：『小説推理』2022年3月号、5月号、7月号、9月号、11月号、2023年1月号

### 単行本未収録作品
- 職業病（『小説現代』1998年11月号）
  - デビュー前、小処誠二名義でショートショート・コンテストに投稿したもの。
- たのみごと（『小説すばる』2001年4月号）
- 九五年の衝動（『メフィスト』2001年5月号）
- 背中の陽（『小説すばる』2001年7月号）
- 子は親の（『週刊小説』2001年7月27日号）
- 転進の終点（『オール讀物』2009年7月号）
- 最後の義務（『野性時代』2009年11月号）
- 水を飲まない捕虜（『小説すばる』2013年11月号）
- 忘れられない味 地獄の美味（『PONTOON』2013年12月号）
- 兵が鉛筆を握るとき（『小説すばる』2014年9月号）
- 高貴のしるし（『小説すばる』2015年2月号）
- 見習士官の憂鬱（『小説すばる』2015年4月号）
- 中州の敵（『小説すばる』2016年10月号）
- 首を埋める土地（『小説すばる』2017年2月号）
- ノアレーに揺られて（『小説すばる』2017年6月号）

### アンソロジー収録作品
- ショートショートの広場(12)（阿刀田高編・2001年5月、講談社文庫、ISBN 9784062731560）
  - 「職業病」を収録。
- ザ・ベストミステリーズ2002 推理小説年鑑（2002年7月、講談社、ISBN 9784061149038）
  - 「九五年の衝動」を収録。
- 短篇ベストコレクション―現代の小説〈2009〉（2009年6月、徳間書店、ISBN 9784198929930）
  - 「たてがみ」を収録。
- 作家の手紙〈2007〉（2007年2月、角川書店、2010年11月角川文庫）
  - 「哀悼の手紙 若かりし日は男前だったじいちゃんへの手紙」を収録。
- 永遠の夏 戦争小説集〈2015〉（2015年2月、実業之日本社）
  - 「糊塗」を収録。